# Leptocerus similis
Leptocerus similis är en nattsländeart som först beskrevs av Mclachlan 1875.  Leptocerus similis ingår i släktet Leptocerus och familjen långhornssländor. Inga underarter finns listade i Catalogue of Life.